# Yuichiro Nagai
Yuichiro Nagai (født 14. februar 1979) er en japansk fodboldspiller.

## Japans fodboldlandshold
| Japans landshold | Japans landshold | Japans landshold |
| År               | Kmp              | Mål              |
| ---------------- | ---------------- | ---------------- |
| 2003             | 4                | 1                |
| Total            | 4                | 1                |